# Tchatkalophantes karatau
Tchatkalophantes karatau Tanasevič, 2001 è un ragno appartenente alla famiglia Linyphiidae.

## Etimologia
Il nome proprio della specie deriva dalla città kazaka di rinvenimento, Karatau.

## Distribuzione
La specie è stata reperita in Kazakistan: nei pressi della città di Karatau, nella regione di Talas.

## Tassonomia
Al 2013 non sono note sottospecie e dal 2001 non sono stati esaminati nuovi esemplari.